# Linia kolejowa Wilkau-Haßlau–Carlsfeld
Kolej Wilkau-Haßlau – Carlsfeld (niem. Schmalspurbahn Wilkau-Haßlau–Carlsfeld, skr. WCd) – wąskotorowa, jednotorowa lokalna linia kolejowa w Saksonii łącząca Wilkau-Haßlau z Carlsfeld przez Kirchberg, Schönheide i Wilzschhaus. Stacjami stycznymi z liniami normalnotorowymi były Wilkau-Haßlau (linia Zwickau – Aue) i Wilzschhaus (linia Aue – Muldenberg).

## Historia
Pierwszy odcinek z Wilkau-Haßlau do Kirchberg otwarto w 1881. W 1882 została przedłużona do stacji Saupersdorf unt Bf, w 1893 do Schönheide Süd, a w 1897 do Carlsfeld. Była najdłuższą linią o rozstawie szyn 750 mm w Saksonii.
W 1967, z uwagi na konkurencje ruchu samochodowego, zamknięto i rozebrano odcinek do Carlsfeld. Reszta została zamknięta i zdemontowana do 1977. W latach 90. XX wieku nastąpiła odbudowa części szlaku. Obecnie ruch obsługuje tu Museumsbahn Schönheide, a lokomotywownia znajduje się w miejscowości Schönheide. Ruch prowadzony jest na 4,5-kilometrowym odcinku z Schönheide-Mitte do Stützengrün-Neulehn.

## Tabor
Museumsbahn Schönheide eksploatuje następujący tabor:
- parowóz klasy 99.51-60, typ B’B’n4v:
  - 99 516 1891,
  - 99 582 1912,
  - 99 585 1912,
- lokomotywa spalinowa typu V10c, VEB Lokomotivbau Karl Marx Babelsberg,
- lokomotywa spalinowa typu 199 051, VEB Lokomotivbau Karl Marx Babelsberg[2].